# Ossonis
Ossonis es un género de escarabajos longicornios de la subfamilia Lamiinae. Fue descrito por Francis Polkinghorne Pascoe en 1867.

## Especies
- Ossonis clytomima Pascoe, 1867
- Ossonis hirsutipes Aurivillius, 1922
- Ossonis indica Breuning, 1954
- Ossonis mentaweiensis Schwarzer, 1930
- Ossonis modiglianii Breuning, 1950
- Ossonis sumatrensis (Pic, 1936)